# Michał Racoviță
Michał Racoviță (rum. Mihai Racoviță; zm. 1744) – hospodar Mołdawii, w latach 1703–1705, 1707–1709 i 1716–1726, oraz hospodar Wołoszczyzny, w latach 1730–1731 i 1741–1744, w obu krajach jako Michał III.

## Biografia
Pochodził z rodu Racoviță - był jego pierwszym przedstawicielem na tronach księstw rumuńskich. Jego matka pochodziła z bojarskiego rodu Cantacuzino, którego przedstawiciele zasiadali na tronach hospodarskich na przełomie XVII i XVIII w. Kilkakrotnie obejmował trony wołoski i mołdawski. W czasie swych rządów w Mołdawii, które przypadły na okres wojny północnej, Michał nawiązał kontakty z Rosją - planował zamach na króla szwedzkiego Karola XII, gdy ten po bitwie pod Połtawą schronił się pod opiekę sułtana w Benderach nad Dniestrem, w pobliżu granicy Mołdawii. Takie zaangażowanie po stronie cara Piotra Wielkiego spowodowało usunięcie Michała z tronu. Gdy powrócił na niego siedem lat później, jego kraj ponownie został zaangażowany w wojnę między mocarstwami - podczas VI wojna austriacko-turecka wojny austriacko-tureckiej wojska Habsburgów wkroczyły do Mołdawii, tym razem jednak Michał jednoznacznie opowiedział się po stronie tureckiej, z pomocą tatarską pokonując Austriaków podczas podjętej przez nich próby zdobycia Jass. Później brał udział w walkach przeciw Austriakom na terenie Siedmiogrodu.
Synami Michała byli przyszli hospodarowie Mołdawii i Wołoszczyzny: Konstantyn Racoviță i Stefan Racoviță, po godności te sięgnął także jego zięć Scarlat Ghica.